# 419
| 419                |
| ------------------ |
| Dødsfald - Fødsler |
|                    |

| Gregoriansk kalender | 419 CDXIX               |
| Ab urbe condita      | 1172                    |
| Armensk kalender     | I/T                     |
| Kinesiske kalender   | 3115 – 3116 戊午 – 己未 |
| Etiopisk kalender    | 411 – 412               |
| Jødisk kalender      | 4179 – 4180             |
| Hindukalendere       |                         |
| - Vikram Samvat      | 474 – 475               |
| - Shaka Samvat       | 341 – 342               |
| - Kali Yuga          | 3520 – 3521             |
| Iransk kalender      | 203 BP – 202 BP         |
| Islamisk kalender    | 209 BH – 208 BH         |

## Begivenheder

### Asien
- Den udviklingshæmmede kejser An Di blev forgiftet af rigets stærke mand, Liu Yu, og erstattet med sin bror, der blev kejser over Jin-dynastiets besiddelser, med navnet Gong Di.

### Europa
- Årets romerske consuler var i øst Flavius Monaxius, prætoriansk præfekt for det østlige præfektur, og - også fra øst - generalen Flavius Plinta.
- På et kirkemøde i Rom, i april, blev striden om efterfølgeren til pave Zosimus afgjort til fordel for Bonifacius.

## Født
- 2. juli, Valentinian III, vestromersk kejser fra 425.

## Dødsfald
- An Di, kejser af Jin riget i Kina.